# Electroteràpia

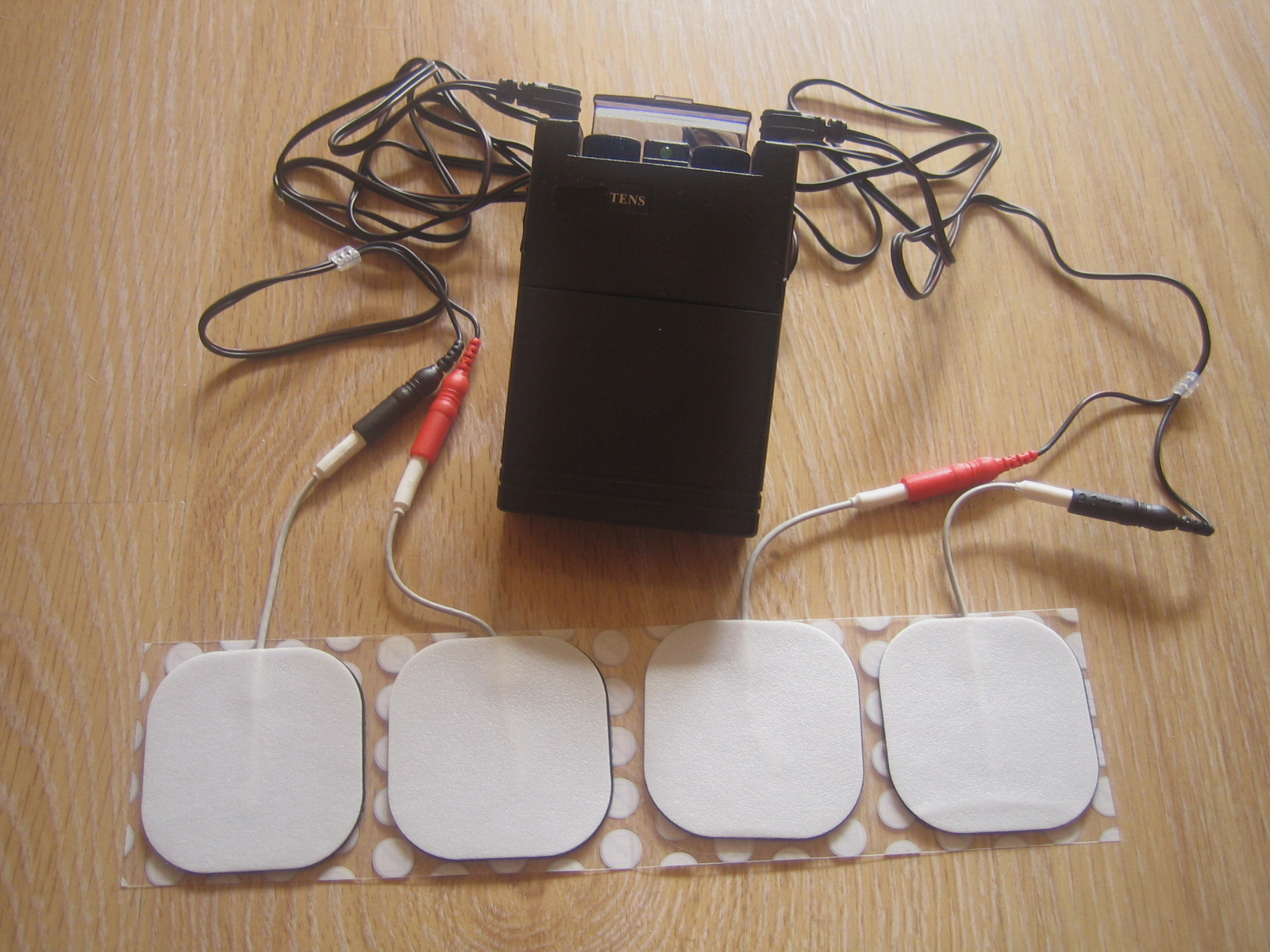
Imatge d'un aparell de TENS, que genera impulsos elèctrics amb fins analgèsics.

L'electroteràpia és una disciplina que s'engloba dins de la fisioteràpia i es defineix com l'art i la ciència del tractament de lesions i malalties per mitjà de l'electricitat.
La història de l'electroteràpia és molt antiga i es remunta a l'aplicació de les descàrregues del peix torpede en l'època grega i romana (vegeu, Història, en fisioteràpia).
Actualment, la tecnologia ha desenvolupat nombrosos aparells per a l'aplicació de l'electroteràpia sense córrer riscos d'efectes secundaris.
Els principals efectes dels distints corrents d'electroteràpia són:
- Antiinflamatori.
- Analgèsic, per exemple la TENS.
- Millora del trofisme.
- Potenciació neuromuscular.
- Tèrmic, en el cas d'electroteràpia d'alta freqüència.
- Ocasionalment, per depressió endògena severa que no respon als tractaments farmacològics, la teràpia electroconvulsiva (electroxoc).

## Aplicació
S'aplica en processos dolorosos, inflamatoris múscul-esquelètics i nerviosos perifèrics, així com en atròfies i lesions musculars i paràlisi.
Hi ha la possibilitat d'aplicar-la combinada amb la ultrasonoteràpia.
L'electroteràpia és una prescripció mèdica i és aplicada per un fisioterapeuta o bé una tècnica de tractament aplicada en mans d'un cinesioterapeuta, depenent del país.

## Potencial d'acció
És la unitat bàsica de comunicació d'un nervi en repòs que té una càrrega de 60-90 mV. La velocitat a la qual es propaga el potencial d'Acció depèn el diàmetre del nervi i també si aquest està mielinitzat o no.